# 100 m nage libre aux championnats du monde de natation en bassin de 50 mètres
Pour un article plus général, voir Championnats du monde de natation.
Le 100 mètres nage libre fait partie des 22 épreuves (depuis l'introduction du relais mixte lors des mondiaux en 2015) inscrites au programme des championnats du monde de natation. Elle est apparue lors de la première édition en 1973, à Belgrade.
Aujourd'hui, à la date des derniers championnats du monde 2023 à Fukuoka, pas moins de 15 nageurs et 18 nageuses auront été titrés sur l'épreuve. Les championnats du monde 2023 marquent la vingtième édition de la compétition.
Avec deux médailles d'or remportées, l'Allemande Kornelia Ender, l'Américaine Simone Manuel et l'Australienne Mollie O'Callaghan sont les femmes les plus couronnées. Du côté des hommes, avec trois titres, c'est le Russe Aleksandr Popov qui est le nageur le plus titré dans cette épreuve.
Les records des championnats du monde ont été établis par le Brésilien César Cielo le 30 juillet 2009 lors des mondiaux de Rome et, chez les femmes, par la Suédoise Sarah Sjöström le 23 juillet 2017 lors du relais 4 × 100 m nage libre des mondiaux de Budapest.

## Hommes

### Historique

#### De 1973 à 1986

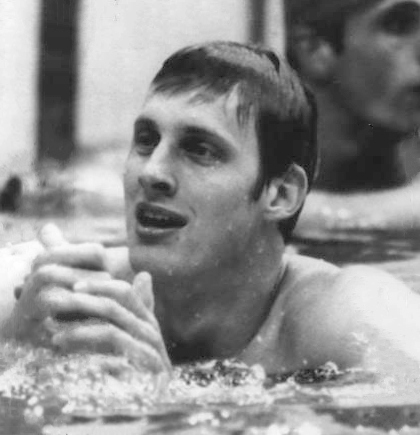
Jim Montgomery est le premier a remporté le titre au 100 m nage libre lors des mondiaux de 1973.

C'est l'Américain Jim Montgomery qui sera le premier titré sur cette épreuve lors des tout premiers championnats du monde de natation organisés en 1973 à Belgrade. Il s'imposera avec un temps de 51 s 70 devant le Français Michel Rousseau (52 s 08) et l'Australien Michael Wenden (52 s 52). Cette année-là, Montgomery empochera 4 médailles d'or dont 2 individuelles en réalisant un doublé 100 m et 200 m nage libre.
Lors des championnats du monde de 1975 à Cali, c'est de nouveau un Américain qui s'imposera, Andrew Coan, avec un temps de 51 s 25. Avec ce temps-là, il réalisera le record des championnats du monde. Cette année-là, la seconde place sera pour le Soviétique Vladimir Bure (51 s 32), ayant fini au pied du podium lors des derniers mondiaux. Le champion du monde en titre Jim Montgomery complètera le podium avec un temps de 51 s 44.
Comme pour les deux éditions précédentes, lors des championnats du monde de natation 1978 à Berlin, il s'agit une nouvelle fois d'un Américain qui s'impose dans cette épreuve. David McCagg remportera la course en réalisant un nouveau record des championnats et en devançant son compatriote, déjà double médaillé sur la distance (or et bronze), Jim Montgomery. En trois éditions, Montgomery aura eu toutes les couleurs de médailles possible. Il s'agit par ailleurs du dernier podium de sa carrière. Cette année-là, à domicile, l'Allemand Klaus Steinbach viendra compléter le podium.
L'épreuve est remportée pour la première fois en quatre éditions par un non Américain en 1982. C'est l'Allemand Jörg Woithe qui s'imposera en 50 s 18 après avoir fini, l'année précédente, second lors des championnats d'Europe de natation de 1981 derrière le Suédois Per Johansson. Johansson finira quant à lui troisième de ces mondiaux derrière Woithe et l'Américain Rowdy Gaines.
Le 06 août 1985, l'Américain Matt Biondi devient le premier homme a passé sous la barre des 49 sur la distance lors des championnats américain avec un temps de 48 s 95. L'année suivante lors des championnats du monde de natation 1986 à Madrid, Biondi repartira avec 7 médailles dont 3 en or. Sa seule médaille d'or individuelle sera empochée justement sur le 100 m nage libre avec un temps de 48 s 94. Avec ce temps, Biondi n'a pas battu son propre record du monde qu'il avait amélioré deux mois auparavant lors des sélections américaines d'Orlando le 24 juin 1986 (48 s 74). Cependant, celui-ci lui permettra de décrocher le record des championnats du monde. Le Français Stéphan Caron (49"73) et le compatriote de Biondi, Tom Jager (49"79), viendront compléter le podium à 79 et 85 centièmes derrière celui que l'on surnomme "la torpille de Moraga".

#### De 1991 à 2003

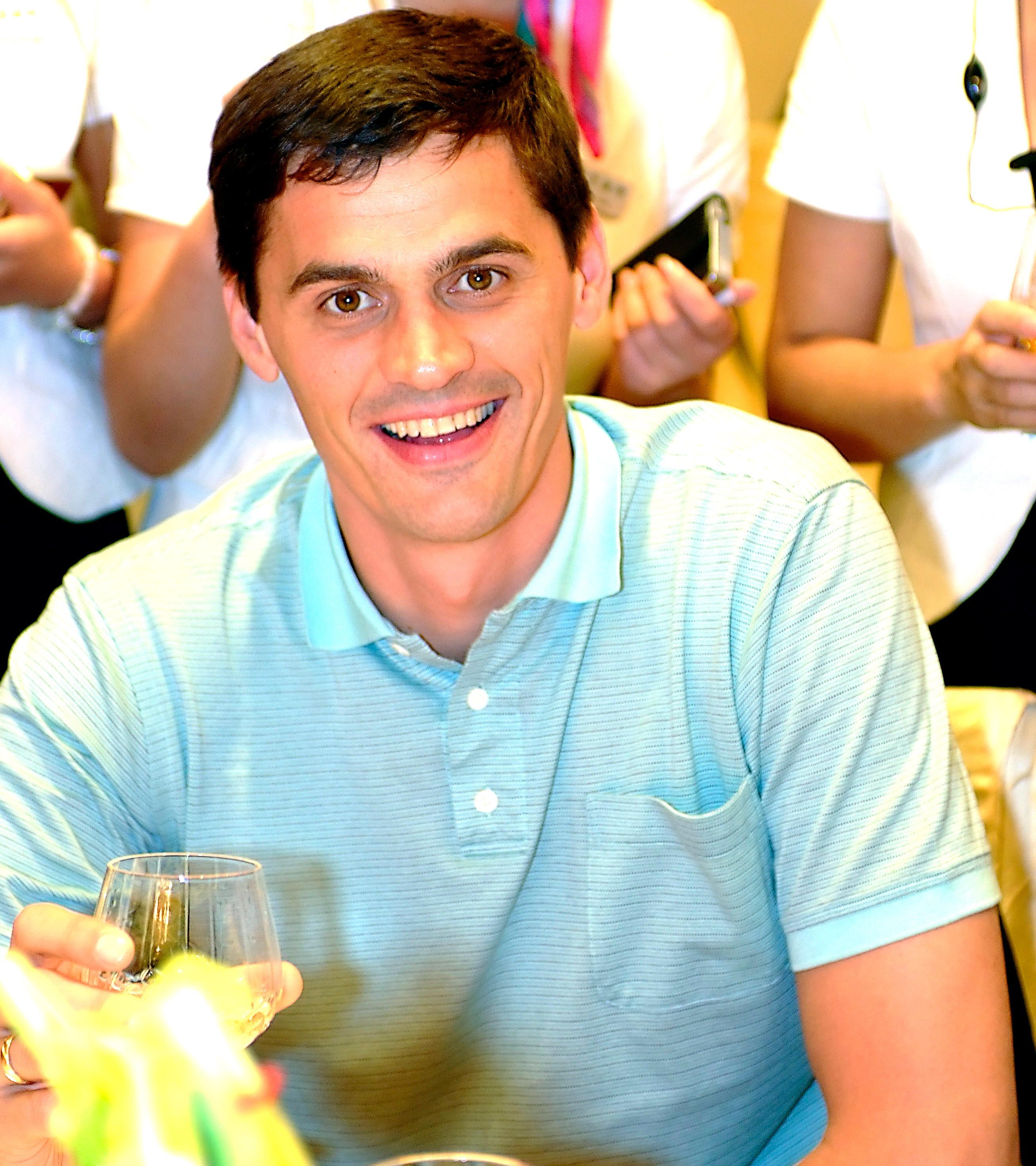
Aleksandr Popov détient le nombre de titres mondiaux sur la distance avec 3 titres.

Entre les championnats du monde de natation 1986 et ceux de 1991, Matt Biondi a battu son propre record du monde de 32 centièmes en passant de 48 s 74 à 48 s 32 lors des sélections américaines à Austin en 1988. Trois ans plus tard, Matt s'imposera devant le Suédois Tommy Werner et l'Italien Giorgio Lamberti et deviendra ainsi le premier homme a remporter l'épreuve deux fois consécutivement. Il devient par la même occasion le premier homme à avoir été titré plus d'une fois sur cette distance.
En 1992, lors des Jeux olympiques, un nageur russe, Aleksandr Popov, viendra troubler l'hégémonie américaine sur le 50 m nage libre en s'imposant devant le champion du monde en titre Matt Biondi et son compatriote Tom Jager. Il s'imposera aussi sur le 100 m nage libre lors de ces mêmes jeux. Deux ans plus tard, Popov réalisera le même doublé aux championnats du monde de natation 1994, en remportant le 50 m nage libre ainsi que le 100 m. Il devancera l'Américain Gary Hall Jr. et le Brésilien Gustavo Borges.
Quatre ans plus tard lors des championnats du monde de natation 1998, Aleksandr Popov obtiendra, comme Matt Biondi avant lui, un second sacre consécutif. Il s'imposera sur la distance avec un temps de 48 s 93, le plaçant ainsi devant l'Australien Michael Klim (49 s 20) et le Suédois, alors vice-champion d'Europe derrière Popov, Lars Frölander (49 s 53).

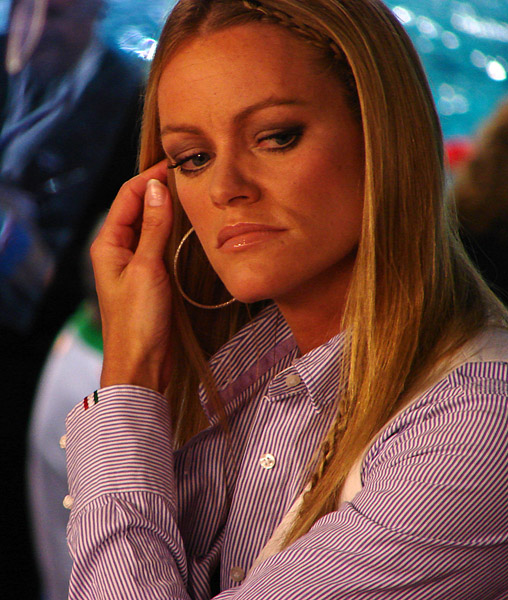
La Néerlandaise Inge de Bruijn, championne du monde en 2001.

Les championnats du monde 2001 à Fukuoka correspondent à la première saison durant laquelle Aleksandr Popov ne remportera aucune médaille. Le Russe ne participera pas à l'épreuve cette année-là. C'est l'Américain Anthony Ervin, déjà victorieux du 50 m nage libre 4 jours avant, qui sera couronné devant le Néerlandais Pieter van den Hoogenband et le Suédois Lars Frölander, de nouveau troisième. Il s'agit de la première année dans les championnats du monde de natation où tous les nageurs finalistes ont nagé sous la barre des 50 secondes. En 1998, seul Scott Tucker n'avait pas franchi cette barre.
Le Russe Aleksandr Popov reprendra la compétition en 2002. Il sera, en amont des championnats du monde de natation 2003, dominé aux championnats d’Europe à Berlin par Pieter van den Hoogenband. Toutefois, un an plus tard la tendance s'inverse et Popov réussi à empocher son 3e titre en inversant la tendance. Pieter van den Hoogenband finira deuxième pour 10 centièmes et l'Australien Ian Thorpe finira quant à lui troisième après avoir remporté le 200 m et le 400 m nage libre.

#### De 2005 à 2013

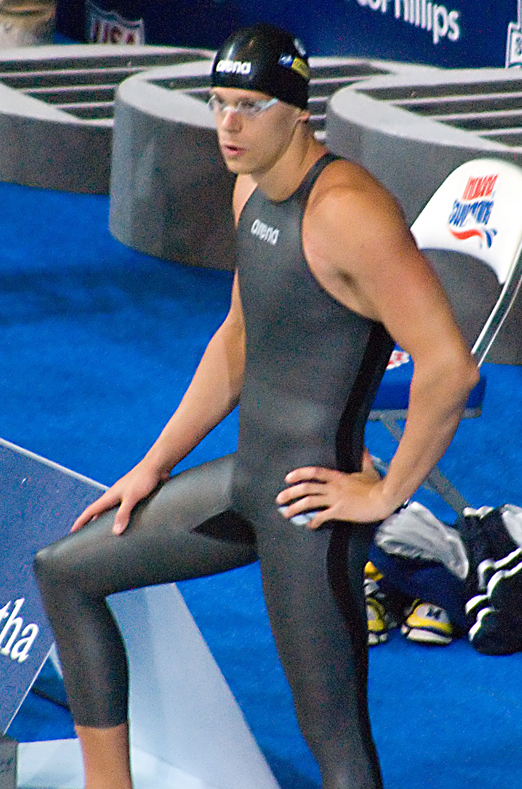
César Cielo en combinaison avant de réaliser son record du monde lors des championnats du monde 2008.

"Le Tsar" Aleksandr Popov ayant annoncé sa retraite en début d'année 2005, ne participe pas aux championnats du monde 2005. C'est l'Italien Filippo Magnini qui va s'imposer avec un temps de 48 s 12 et en réalisant ainsi le record des championnats du monde. Cette année-là, il devancera deux nageurs sud-africains, Roland Schoeman (48 s 28) et Ryk Neethling (48 s 34).
Après avoir succédé à Popov, l'Italien Filippo Magnini réalise l'exploit, déjà réalisé par son prédécesseur et par Matt Biondi, de conserver son titre lors des championnats du monde 2007 à Melbourne. Cependant, ce titre reste partagé pour la première (et la dernière) fois dans l'histoire du 100 m nage libre masculin en championnats du monde. C'est le Canadien Brent Hayden qui montera sur la plus haute marche du podium en compagnie de l'Italien. En l'absence d'un deuxième à qui remettre la médaille d'argent pour cause d'égalité, cette place ne sera pas attribuée cette année-là. C'est l'Australien Eamon Sullivan qui complètera le podium. Il s'agit de la finale la plus serrée de l'histoire des championnats du monde car seulement 4 centièmes sépare les premiers du troisième.
Les mondiaux 2009 sont marqués par l'utilisation des combinaisons en polyuréthane permettant de meilleures performances. De nombreux records du monde tomberont cette année-là, dont celui de l'Australien Eamon Sullivan sur 100 m nage libre battu par César Cielo. Le Brésilien s'imposera avec un temps de 46 s 91 devant les Français Alain Bernard (47 s 12) et Frédérick Bousquet (47 s 25). Lors des derniers mondiaux le Brésilien avait fini 4e. Son record du monde tiendra pendant 13 ans avant de se faire battre en 2022 lors des championnats d'Europe par le jeune Roumain alors âgé de 17 ans, David Popovici. À ce jour, Cielo détient toujours le record des championnats du monde.
Début d'année 2011, l'Australien James Magnussen réalise la meilleure performance mondiale de l'année en 48 s 29. Lors des championnats du monde 2011 à Shanghai, Magnussen signera le nouveau record du monde sans combinaison lors du relais 4x100 m, avec un temps de 47 s 49. Quatre jours plus tard, sur la même distance mais en individuel, il réalise le meilleur temps des demi-finales (47 s 90), avant de remporter la médaille d'or en 47 s 63, devançant Brent Hayden (47 s 95) et William Meynard (48 s 00). Le champion du monde 2009 et recordman du monde César Cielo finit quatrième en 48 s 01.
Après avoir décroché le meilleur temps des séries et avoir fini 4e des demi-finales, James Magnussen réussira à conserver son titre deux ans plus tard lors des championnats du monde 2013. Avec un temps de 47 s 71, il devancera les deux Américains James Feigen (47 s 82) et Nathan Adrian (47 s 84).

#### De 2015 à 2023

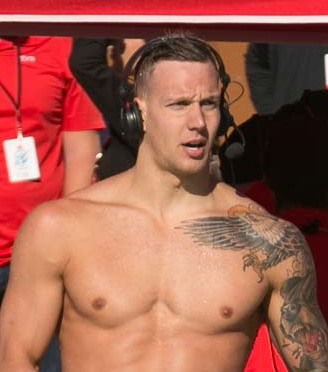
En conservant son titre en 2019, Caeleb Dressel devient le second Américain à être titré à deux reprises.

Lors des championnats du monde de 2015 à Kazan, le nageur Ning Zetao devient le premier Chinois à décrocher une médaille sur la distance lors des championnats du monde. Il réalise cet exploit 21 ans après sa compatriote Le Jingyi qui avait décrochée la médaille d'or lors des championnats du monde de 1994. Il remporte le titre avec un temps de 47 s 84 et s'impose devant l'Australien Cameron McEvoy (47 s 95) et devant l'Argentin Federico Grabich (48 s 12), également le premier argentin médaillé sur l'épreuve.
Après 16 ans d'attente et sept mondiaux sans qu'un Américain ne décroche le titre, Caeleb Dressel mettra fin à cette série lors des championnats du monde de 2017 à Budapest. Avec un temps de 47 s 17, il devancera de 70 centièmes son compatriote Nathan Adrian (47 s 87) et le Français Mehdy Metella, frère de Malia Metella, ayant décrochée l'argent sur l'épreuve lors des mondiaux de 2005.
En réussissant à conserver son titre lors des mondiaux suivants en 2019, Caeleb Dressel devient le 5e homme à être titré au moins deux fois sur la distance, ainsi que le 2e Américain. En réalisant un temps en dessous des 47 s (46 s 96), il devancera l'Australien Kyle Chalmers (47 s 08) et le Russe Vladislav Grinev (47 s 82).
Lors des championnats du monde de 2022, c'est le Roumain David Popovici alors âgé de 17 ans, qui s'imposera sur la distance, presque un mois avant de battre le record du monde détenu par César Cielo lors des championnats d'Europe de natation 2022. Il s'imposera devant le Français Maxime Grousset et le Canadien Joshua Liendo en décrochant à chaque fois le meilleur temps lors des phases de qualification. Il en profitera aussi pour battre le record du monde junior lors des demi-finales avec un temps de 47 s 13. Le double tenant du titre, Caeleb Dressel, alors victorieux lors du 4 × 100 m nage libre et du 50 m papillon, quittera les championnats pour cause de problèmes de santé mentale. Il faisait partie des grands favoris sur les épreuves du 50 m et du 100 m nage libre. 
L'année suivante, et malgré une bonne année 2022 pour lui, David Popovici ne parviendra pas à conserver son titre et finira 6e de la finale. Cette année là, le titre revient au médaillé de bronze de 2019, l'Australien Kyle Chalmers (47 s 15), devant l'Américain Jack Alexy (47 s 31) et le Français Maxime Grousset (47 s 42).

### Palmarès
| Édition | Or                                   | Argent                            | Bronze                     |
| ------- | ------------------------------------ | --------------------------------- | -------------------------- |
| 1973    | Jim Montgomery 51 s 70               | Michel Rousseau 52 s 08           | Michael Wenden 52 s 52     |
| 1975    | Andy Coan 51 s 25                    | Vladimir Bure 51 s 32             | Jim Montgomery 51 s 44     |
| 1978    | David McCagg 50 s 24                 | Jim Montgomery 50 s 73            | Klaus Steinbach 50 s 79    |
| 1982    | Jörg Woithe 50 s 18                  | Rowdy Gaines 50 s 21              | Per Johansson 50 s 25      |
| 1986    | Matt Biondi 48 s 94                  | Stéphan Caron 49 s 73             | Tom Jager 49 s 79          |
| 1991    | Matt Biondi 49 s 18                  | Tommy Werner 49 s 63              | Giorgio Lamberti 49 s 82   |
| 1994    | Alexander Popov 49 s 12              | Gary Hall Jr. 49 s 41             | Gustavo Borges 49 s 52     |
| 1998    | Alexander Popov 48 s 93              | Michael Klim 49 s 20              | Lars Frölander 49 s 53     |
| 2001    | Anthony Ervin 48 s 33                | Pieter van den Hoogenband 48 s 43 | Lars Frölander 48 s 79     |
| 2003    | Alexander Popov 48 s 42              | Pieter van den Hoogenband 48 s 68 | Ian Thorpe 48 s 77         |
| 2005    | Filippo Magnini 48 s 12              | Roland Schoeman 48 s 28           | Ryk Neethling 48 s 34      |
| 2007    | Brent Hayden Filippo Magnini 48 s 43 | __                                | Eamon Sullivan 48 s 47     |
| 2009    | César Cielo 46 s 91                  | Alain Bernard 47 s 12             | Frédérick Bousquet 47 s 25 |
| 2011    | James Magnussen 47 s 63              | Brent Hayden 47 s 95              | William Meynard 48 s 00    |
| 2013    | James Magnussen 47 s 71              | James Feigen 47 s 82              | Nathan Adrian 47 s 84      |
| 2015    | Ning Zetao 47 s 84                   | Cameron McEvoy 47 s 95            | Federico Grabich 48 s 12   |
| 2017    | Caeleb Dressel 47 s 17               | Nathan Adrian 47 s 87             | Mehdy Metella 47 s 89      |
| 2019    | Caeleb Dressel 46 s 96               | Kyle Chalmers 47 s 08             | Vladislav Grinev 47 s 82   |
| 2022    | David Popovici 47 s 58               | Maxime Grousset 47 s 64           | Joshua Liendo 47 s 71      |
| 2023    | Kyle Chalmers 47 s 15                | Jack Alexy 47 s 31                | Maxime Grousset 47 s 42    |
| 2024    | Pan Zhanle 47 s 53                   | Alessandro Miressi 47 s 72        | Nándor Németh 47 s 78      |
| 2025    | David Popovici 46 s 51               | Jack Alexy 46 s 92                | Kyle Chalmers 47 s 17      |

### Multiples médaillés
| Rang | Athlète                   | Nation     | Éditions  | Or | Argent | Bronze | Total |
| ---- | ------------------------- | ---------- | --------- | -- | ------ | ------ | ----- |
| 1    | Aleksandr Popov           | Russie     | 1994-2003 | 3  | 0      | 0      | 3     |
| 2    | Matt Biondi               | États-Unis | 1986-1991 | 2  | 0      | 0      | 2     |
| 2=   | Filippo Magnini           | Italie     | 2005-2007 | 2  | 0      | 0      | 2     |
| 2=   | James Magnussen           | Australie  | 2011-2013 | 2  | 0      | 0      | 2     |
| 2=   | Caeleb Dressel            | États-Unis | 2017-2019 | 2  | 0      | 0      | 2     |
| 2=   | David Popovici            | Roumanie   | 2022-2025 | 2  | 0      | 0      | 2     |
| 7    | Jim Montgomery            | États-Unis | 1973-1978 | 1  | 1      | 1      | 3     |
| 7=   | Kyle Chalmers             | Australie  | 2019-2025 | 1  | 1      | 1      | 3     |
| 9    | Brent Hayden              | Canada     | 2007-2011 | 1  | 1      | 0      | 2     |
| 10   | Pieter van den Hoogenband | Pays-Bas   | 2001-2003 | 0  | 2      | 0      | 2     |
| 10=  | Jack Alexy                | États-Unis | 2023-2025 | 0  | 2      | 0      | 2     |
| 12   | Nathan Adrian             | États-Unis | 2013-2017 | 0  | 1      | 1      | 2     |
| 12=  | Maxime Grousset           | France     | 2022-2023 | 0  | 1      | 1      | 2     |
| 13   | Lars Frölander            | Suède      | 1998-2001 | 0  | 0      | 2      | 2     |

### Records des championnats
| Temps   | Nageur                    | Lieu      | Date             | Record |
| ------- | ------------------------- | --------- | ---------------- | ------ |
| 52 s 66 | Jim Montgomery            | Belgrade  |                  |        |
| 51 s 70 | Jim Montgomery            | Belgrade  | 9 septembre 1976 |        |
| 51 s 23 | Andy Coan                 | Cali      | 27 juillet 1975  |        |
| 50 s 39 | David McCagg              | Berlin    | 28 août 1978     |        |
| 50 s 24 | David McCagg              | Berlin    | 28 août 1978     |        |
| 49 s 60 | Jörg Woithe               | Guayaquil | 6 août 1981      |        |
| 49 s 48 | Matt Biondi               | Madrid    | 19 août 1986     |        |
| 48 s 94 | Matt Biondi               | Madrid    | 19 août 1986     |        |
| 48 s 93 | Aleksandr Popov           | Perth     | 8 janvier 1998   |        |
| 48 s 57 | Pieter van den Hoogenband | Fukuoka   | 26 juillet 2001  |        |
| 48 s 33 | Anthony Ervin             | Fukuoka   | 27 juillet 2001  |        |
| 48 s 12 | Filippo Magnini           | Montréal  | 28 juillet 2005  |        |
| 47 s 59 | David Walters             | Rome      | 29 juillet 2009  |        |
| 47 s 27 | Alain Bernard             | Rome      | 29 juillet 2009  |        |
| 46 s 91 | César Cielo               | Rome      | 30 juillet 2009  | WR     |
| 46 s 51 | David Popovici            | Singapour | 31 juillet 2025  |        |

## Femmes

### Historique

#### De 1973 à 1986

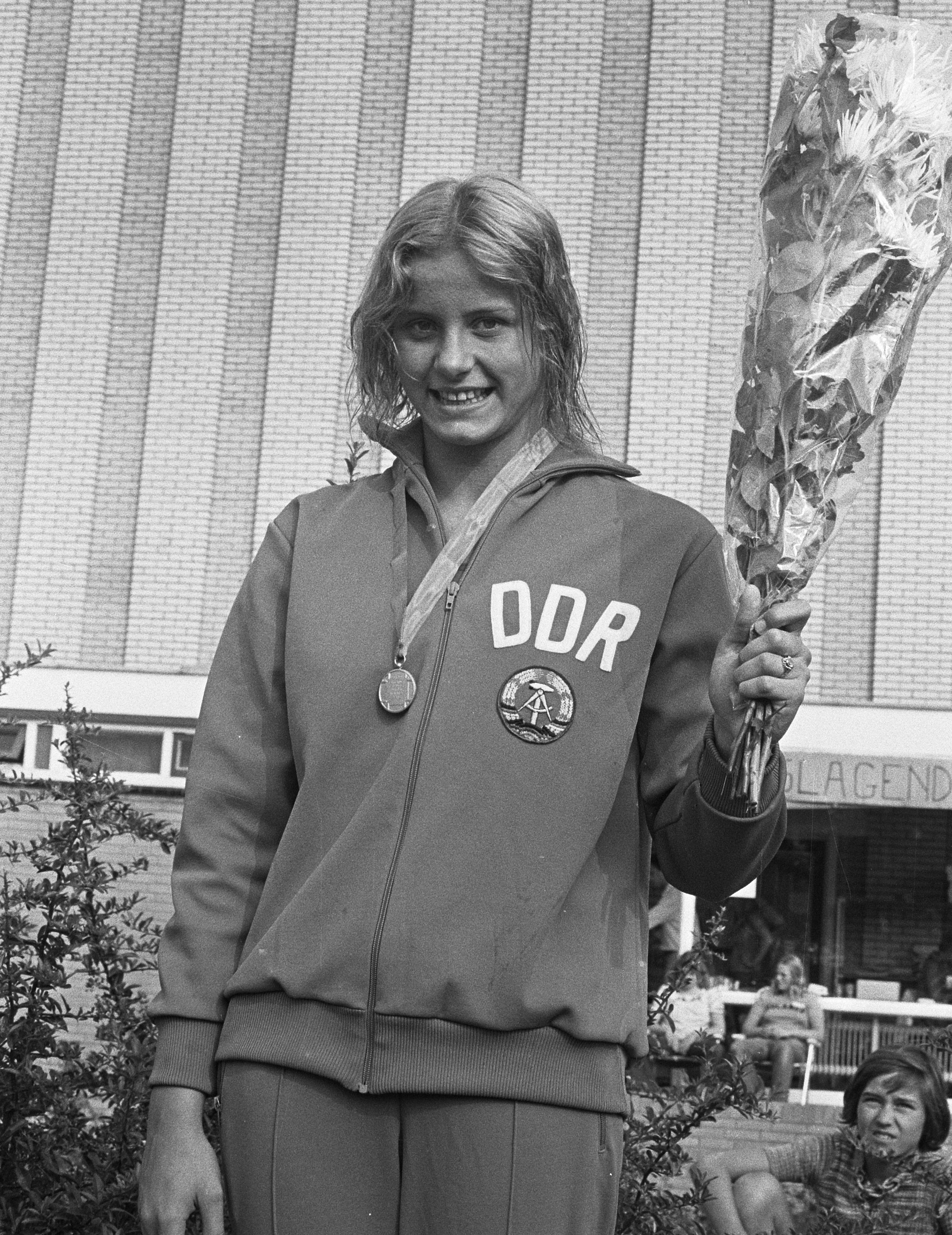
Kornelia Ender, la première nageuse titrée sur la distance lors des championnats du monde de 1973.

Les deux premiers championnats du monde (championnats du monde de 1973 à Belgrade et championnats du monde de 1975 à Cali sont remportés par l'Est-Allemande Kornelia Ender qui obtiendra par la même occasion cinq fois le record des championnats du monde. Fait unique jusqu'à présent sur l'épreuve, hommes et femmes confondus, le podium reste inchangé lors de ces deux premières éditions,. On retrouve donc l'Allemande Kornelia Ender sur la plus haute marche puis l'Américaine Shirley Babashoff en seconde place et enfin la Néerlandaise Enith Brigitha pour la médaille de bronze. Lors des deux finales, Ender mettra plus d'une seconde d'avance sur ses adversaires.
L'hégémonie allemande continuera de persister lors de la 3e édition des championnats du monde, en 1978, avec la victoire de Barbara Krause (55 s 68), déjà championne d'Europe l'année précédente, sur la Norvégienne Lene Jenssen (56 s 82) et la Soviétique Larisa Tsaryova (56 s 85). Cette année là, Krause mettra plus d'une seconde à ses adversaires durant la finale. Ce temps ainsi que d'autres performances de la nageuse seront alors remis en cause pour dopage, comme beaucoup d'autres athlètes est-allemands, dont la tenante du titre Kornelia Ender.
Lors des championnats du monde de 1982, Birgit Meineke n'échappera pas à cette suspicion de dopage, tout comme Kristin Otto lors de l'édition suivante. Les deux nageuses sont titrées sur la distance. La première, en battant notamment la Néerlandaise Annemarie Verstappen et la Suédoise Jill Sterkel. La seconde, devant l'Américaine Jenna Johnson et la Néerlandaise Conny van Bentum, qu'elle avait déjà battu lors des championats d'Europe de natation 1983, mais pas à ceux de 1985.

#### De 1991 à 2003
Les championnats du monde de 1991 marquent la fin du triomphe des Allemandes sur l'épreuve. Cette année là, c'est l'Américaine Nicole Haislett (55 s 17) qui empochera la médaille d'or, au détriment de la Française Catherine Plewinski (55 s 31), qui avait pourtant fini première des séries. La Chinoise Zhuang Yong finira 3e avec un temps de 55 s 65.
La 7e édition championnats du monde de 1994 est marquée par la finale du XXe siècle la plus rapide chez les femmes. Elle est remportée par la Chinoise Le Jingyi, qui manque à 2 centièmes d'être la première femme à passer sous la barre des 54 secondes avec un temps de 54 s 01. Cet exploit sera réalisé six ans plus tard par la Néerlandaise Inge de Bruijn qui réalisera un temps de 53 s 80 lors du Speedo Grand Prix meet de 2000 à Sheffield. Jingyi l'emportera devant sa compatriote Lu Bin (54 s 15) et l'Allemande Franziska van Almsick (54 s 77).
Une seconde Américaine viendra inscrire son nom sur le palmarès des vainqueurs du 100 m nage libre lors des championnats du monde de 1998 à Perth, sept ans après sa compatriote Nicole Haislett. Il s'agit de Jenny Thompson, qui avait déjà remportée la médaille d'argent olympique sur la distance lors des jeux olympiques de 1992, derrière la Chinoise Zhuang Yong. Thompson remportera l'or devant la Slovaque Martina Moravcova et la Chinoise Shan Ying.
Un an après avoir battu le record du monde de Le Jingyi en passant pour la première fois sous la barre symbolique des 54 secondes, la Néerlandaise Inge de Bruijn remportera l'épreuve lors des championnats du monde de 2001 avec un temps de 54 s 18. Elle devancera deux Allemandes, Katrin Meissner (55 s 07) et Sandra Völker (55 s 11) pour réaliser un podium complètement européen. Seule membre du podium sur la distance lors des championnats d'Europe de 2000, Martina Moravcova finira 4e de cette course.
Lors des championnats du monde de 2003, c'est la Finlandaise Hanna-Maria Seppälä qui remportera le titre avec un temps de 54 s 37. Elle aura eu le meilleur temps des séries ainsi que des demi-finales. L'Australienne Jodie Henry et l'Américaine Jenny Thompson, déjà titrée en 1998, viendront compléter le podium.

#### De 2005 à 2013

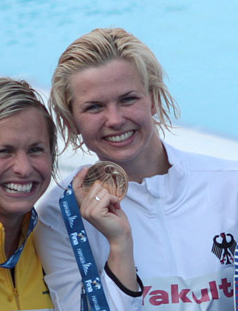
Britta Steffen avec sa médaille d'or obtenues sur le 100 m nage libre des championnats du monde 2009 à Rome.

L'Australienne Jodie Henry, ayant décrochée le record du monde l'année précédente lors des jeux olympiques, remportera l'épreuve lors des championnats du monde de 2005 avec un temps de 54 s 18. Le podium sera complété par une égalité à la deuxième place avec la Française Malia Metella et l'Américaine Natalie Coughlin, ayant toutes deux réalisées le temps de 54 s 74.
Les championnats du monde 2007 sont de nouveau remportés par une Australienne, Libby Lenton, avec un temps de 53 s 40. Elle devancera la vice-championne d'Europe, la Néerlandaise Marleen Veldhuis (53 s 70), ainsi que la championne d'Europe, l'Allemande Britta Steffen (53 s 74). Durant les séries, le 29 mars 2007, le record des championnats tombera avec Natalie Coughlin qui fera un temps de 53 s 40. Elle finira quatrième de la finale et Libby Lenton égalera son record le lendemain, le 30 mars.
Steffen prendra sa revanche deux ans plus tard sur Lenton lors des championnats du monde de 2009 à Rome où elle s'imposera avec un temps de 52 s 07 devant la Britannique Francesca Halsall (52 s 87) et l'Australienne Libby Lenton (52 s 96). Les performances au niveau des temps lors de cette édition s'expliquent en partie par l'utilisation des combinaisons en polyuréthane portées par tous les nageurs,. Aujourd'hui, la plupart des records engendrés par ces combinaisons sont en train de tomber.
En 2011, comme pour les hommes en 2007, deux femmes vont se faire couronner. Il s'agit de la Danoise Jeanette Ottesen et de la Biélorusse Aliaksandra Herasimenia qui ont toutes les deux réalisées le temps de 53 s 45. La véritable surprise vient de la Biélorusse qui aura réalisé le 10e meilleur temps des séries et le 8e des demi-finales, faisant d'elle la dernière qualifiée. La Néerlandaise Ranomi Kromowidjojo viendra compléter le podium avec un temps de 53 s 66.
C'est Cate Campbell, lors des championnats du monde de natation 2013 qui remportera la victoire face à la Suédoise Sarah Sjöström et à la Néerlandaise Ranomi Kromowidjojo qui enchaînera sa deuxième médaille de bronze consécutive dans cette épreuve lors des championnats du monde. Aucune des deux nageuses vainqueurs des derniers mondiaux n'aura participée à cette épreuve lors de cette édition. Cependant, Jeanette Ottesen obtiendra l'or sur 50 m nage libre.

#### De 2015 à 2023

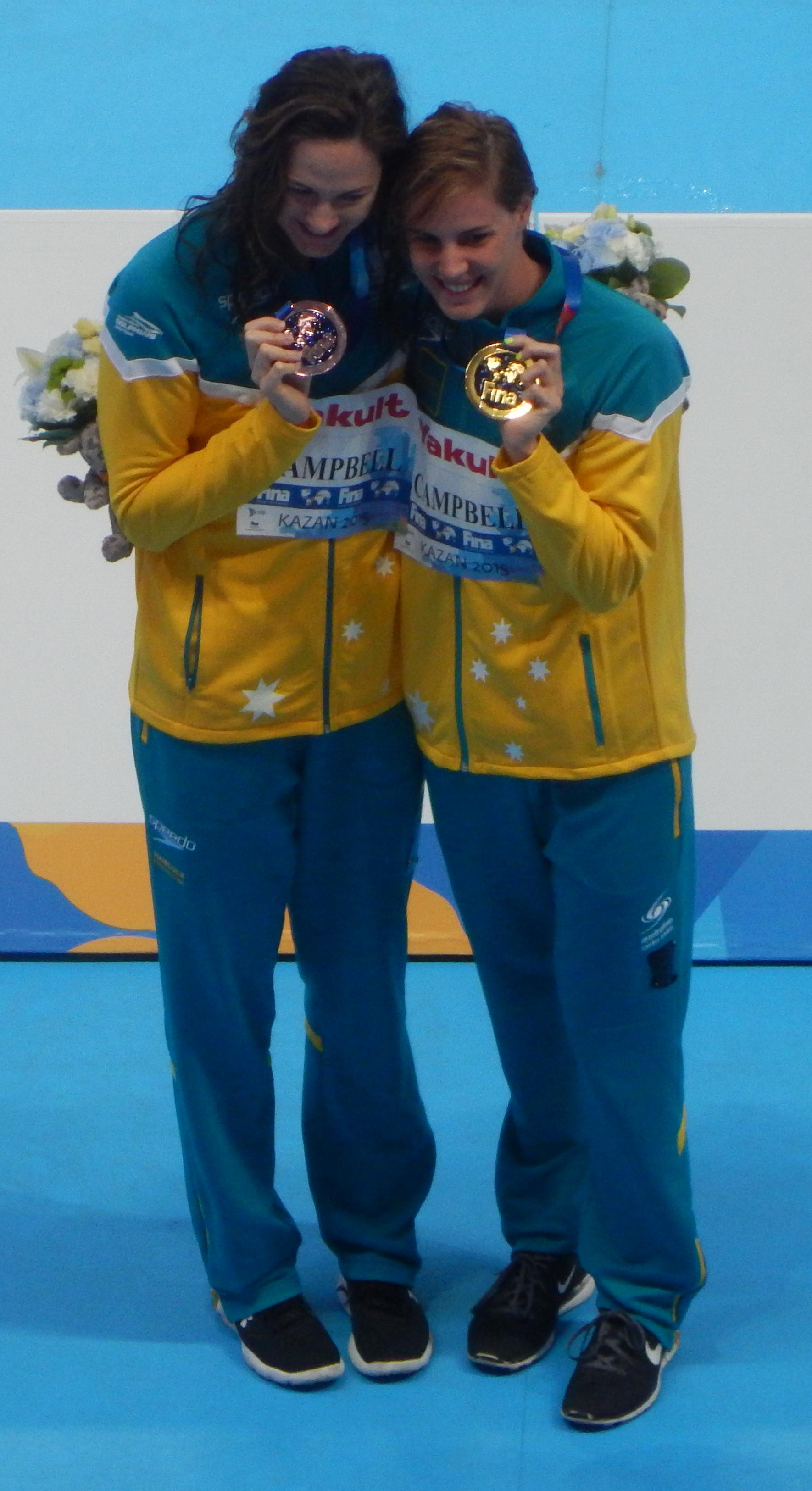
Les sœurs Campbell après leur podium lors des championnats du monde 2015 à Kazan.

Succédant à a sœur, dont elle est la cadette, c'est Bronte Campbell qui remportera l'épreuve lors des championnats du monde de 2015 devant, une nouvelle fois, la Suédoise Sarah Sjöström et sa sœur, Cate Campbell. Un an après, Cate Campbell réalisera le record du monde avec un temps de 52 s 06 lors de l'Australia grand prix à Brisbane, dans son pays.
En 2017, pratiquement 20 ans après, une Américaine remporte l'épreuve. Simone Manuel sera couronnée devant la championne d'Europe, la Suédoise Sarah Sjöström qui, pour la troisième fois consécutive, sera sur la deuxième marche du podium. De plus, lors de ces championnats du monde, Sjöström a battu durant les séries le record du monde précédemment détenu par Cate Campbell et est devenue la première femme à passer sous la barre des 52 secondes. La Danoise Pernille Blume viendra compléter le podium.
Depuis la création des championnats du monde et depuis le double sacre consécutif de Kornelia Ender en 1973 et 1975, plus aucune nageuse n'avait réalisé cet exploit. L'Américaine Simone Manuel réussira cependant à s'imposer lors des mondiaux 2019face à l'ancienne détentrice du record du monde, l'Australienne Cate Campbell et face à l'actuelle détentrice de ce record, la Suédoise Sarah Sjöström.
En 2022, après les sœurs Campbell, une nouvelle Australienne remporte le titre, Mollie O'Callaghan. Depuis 2013, trois des quatre femmes ayant remportées l'épreuve sont des Australiennes. Cette année là, le podium sera complété par la Suédoise Sarah Sjöström, pour la quatrième fois sur la deuxième marche, et par l'Américaine Torri Huske. La course s'est jouée entre ces 3 femmes sur les 20 derniers mètres.
Pour la première fois depuis 2013, la Suédoise Sarah Sjöström ne montera par sur le podium lors des championnats du monde 2023 car celle-ci ne s'est pas présentée dans cette épreuve afin de se concentrer sur les épreuves de 50 mètres. Cependant, elle remportera l'or sur le 50 m papillon et le 50 m nage libre. La victoire revient une nouvelle fois à l'Australienne Mollie O'Callaghan après avoir été 7e à la moitié de la course. Elle s'imposera devant la Hongkongaise Siobhán Bernadette Haughey qui, à l'inverse, aura fait une bonne partie de la course en tête. La Néerlandaise, Marrit Steenbergen, alors championne d'Europe en titre, viendra compléter ce podium.

### Palmarès
| Édition | Or                                               | Argent                                 | Bronze                        |
| ------- | ------------------------------------------------ | -------------------------------------- | ----------------------------- |
| 1973    | Kornelia Ender 57 s 54                           | Shirley Babashoff 58 s 87              | Enith Brigitha 58 s 87        |
| 1975    | Kornelia Ender 56 s 60                           | Shirley Babashoff 57 s 81              | Enith Brigitha 58 s 20        |
| 1978    | Barbara Krause 55 s 68                           | Lene Jenssen 56 s 82                   | Larisa Tsaryova 56 s 85       |
| 1982    | Birgit Meineke 55 s 79                           | Annemarie Verstappen 55 s 87           | Jill Sterkel 56 s 27          |
| 1986    | Kristin Otto 55 s 05                             | Jenna Johnson 55 s 70                  | Conny van Bentum 55 s 79      |
| 1991    | Nicole Haislett 55 s 17                          | Catherine Plewinski 55 s 31            | Zhuang Yong 55 s 65           |
| 1994    | Le Jingyi 54 s 01                                | Lu Bin 54 s 15                         | Franziska van Almsick 54 s 77 |
| 1998    | Jenny Thompson 54 s 95                           | Martina Moravcova 55 s 09              | Shan Ying 55 s 10             |
| 2001    | Inge de Bruijn 54 s 18                           | Katrin Meissner 55 s 07                | Sandra Völker 55 s 11         |
| 2003    | Hanna-Maria Seppälä 54 s 37                      | Jodie Henry 54 s 58                    | Jenny Thompson 54 s 65        |
| 2005    | Jodie Henry 54 s 18                              | Malia Metella Natalie Coughlin 54 s 74 | __                            |
| 2007    | Libby Lenton 53 s 40                             | Marleen Veldhuis 53 s 70               | Britta Steffen 53 s 74        |
| 2009    | Britta Steffen 52 s 07                           | Francesca Halsall 52 s 87              | Libby Lenton 52 s 93          |
| 2011    | Jeanette Ottesen Aliaksandra Herasimenia 53 s 45 | __                                     | Ranomi Kromowidjojo 53 s 66   |
| 2013    | Cate Campbell 52 s 34                            | Sarah Sjöström 52 s 89                 | Ranomi Kromowidjojo 53 s 42   |
| 2015    | Bronte Campbell 52 s 52                          | Sarah Sjöström 52 s 70                 | Cate Campbell 52 s 82         |
| 2017    | Simone Manuel 52 s 27                            | Sarah Sjöström 52 s 31                 | Pernille Blume 52 s 69        |
| 2019    | Simone Manuel 52 s 04                            | Cate Campbell 52 s 43                  | Sarah Sjöström 52 s 46        |
| 2022    | Mollie O'Callaghan 52 s 67                       | Sarah Sjöström 52 s 80                 | Torri Huske 52 s 92           |
| 2023    | Mollie O'Callaghan 52 s 16                       | Siobhán Bernadette Haughey 52 s 49     | Marrit Steenbergen 52 s 71    |
| 2024    | Marrit Steenbergen 52 s 26                       | Siobhan Haughey 52 s 56                | Shayna Jack 52 s 83           |
| 2025    | Marrit Steenbergen 52 s 55                       | Mollie O'Callaghan 52 s 67             | Torri Huske 52 s 89           |

### Multiples médaillées
| Rang | Athlète             | Nation             | Éditions  | Or | Argent | Bronze | Total |
| ---- | ------------------- | ------------------ | --------- | -- | ------ | ------ | ----- |
| 1=   | Mollie O'Callaghan  | Australie          | 2022-2025 | 2  | 1      | 0      | 3     |
| 1=   | Marrit Steenbergen  | Pays-Bas           | 2023-2025 | 2  | 1      | 0      | 3     |
| 3    | Kornelia Ender      | Allemagne de l'Est | 1973-1975 | 2  | 0      | 0      | 2     |
| 3=   | Simone Manuel       | États-Unis         | 2017-2019 | 2  | 0      | 0      | 2     |
| 5    | Cate Campbell       | Australie          | 2013-2019 | 1  | 1      | 1      | 3     |
| 6    | Jodie Henry         | Australie          | 2003-2005 | 1  | 1      | 0      | 2     |
| 7    | Jenny Thompson      | États-Unis         | 1998-2003 | 1  | 0      | 1      | 2     |
| 7=   | Libby Lenton        | Australie          | 2007-2009 | 1  | 0      | 1      | 2     |
| 7=   | Britta Steffen      | Allemagne          | 2007-2009 | 1  | 0      | 1      | 2     |
| 10   | Shirley Babashoff   | États-Unis         | 1973-1975 | 0  | 2      | 0      | 2     |
| 10=  | Siobhan Haughey     | Hong Kong          | 2023-2024 | 0  | 2      | 0      | 2     |
| 12   | Sarah Sjöström      | Suède              | 2013-2022 | 0  | 4      | 1      | 5     |
| 13=  | Enith Brigitha      | Pays-Bas           | 1973-1975 | 0  | 0      | 2      | 2     |
| 13=  | Ranomi Kromowidjojo | Pays-Bas           | 2011-2013 | 0  | 0      | 2      | 2     |
| 13=  | Torri Huske         | États-Unis         | 2022-2025 | 0  | 0      | 2      | 2     |

### Records des championnats
En surbrillance, les records aillant été établis dans une autre épreuve que le 100 m nage libre.
| Temps   | Nageur            | Lieu      | Date             | Record |
| ------- | ----------------- | --------- | ---------------- | ------ |
| 59 s 61 | Andrea Eife       | Belgrade  | 8 septembre 1973 |        |
| 59 s 40 | Shirley Babashoff | Belgrade  | 8 septembre 1973 |        |
| 59 s 16 | Enith Brigitha    | Belgrade  | 8 septembre 1973 |        |
| 57 s 61 | Kornelia Ender    | Belgrade  | 8 septembre 1973 | WR     |
| 57 s 54 | Kornelia Ender    | Belgrade  | 9 septembre 1973 | WR     |
| 57 s 36 | Kornelia Ender    | Cali      | 22 juillet 1975  |        |
| 56 s 60 | Kornelia Ender    | Cali      | 22 juillet 1975  |        |
| 56 s 22 | Kornelia Ender    | Cali      | 28 juillet 1975  | WR     |
| 55 s 99 | Barbara Krause    | Berlin    | 28 août 1978     |        |
| 55 s 68 | Barbara Krause    | Berlin    | 28 août 1978     |        |
| 55 s 34 | Birgit Meineke    | Guayaquil |                  |        |
| 55 s 05 | Kristin Otto      | Madrid    | 17 août 1986     |        |
| 54 s 73 | Kristin Otto      | Madrid    | 19 août 1986     | WR     |
| 54 s 01 | Jingyi Le         | Rome      | 5 septembre 1994 | WR     |
| 53 s 40 | Natalie Coughlin  | Melbourne | 29 mars 2007     |        |
| 53 s 40 | Libby Lenton      | Melbourne | 30 mars 2007     |        |
| 53 s 20 | Amanda Weir       | Rome      | 30 juillet 2009  |        |
| 52 s 84 | Libby Lenton      | Rome      | 30 juillet 2009  |        |
| 52 s 07 | Britta Steffen    | Rome      | 31 juillet 2009  | WR     |
| 51 s 71 | Sarah Sjöström    | Budapest  | 23 juillet 2017  |        |